# Carl Berend Sigismund von Flemming
Carl Berend Sigismund von Flemming (* 19. Oktober 1779 in Stettin; † 26. September 1835 in Basenthin) war Landrat des Flemmingschen Kreises und Provinziallandtagsabgeordneter in der preußischen Provinz Pommern.

## Leben
Er war ein Angehöriger der pommerschen uradligen Familie Flemming. Sein Vater, Franz Berend Johann Sigismund von Flemming (1748–1812), war Erbherr auf Paatzig, Basenthin, Harmsdorf, Matzdorf und Bresow, seine Mutter Marie Henriette Salingre war Tochter eines Stettiner Kaufmanns. Er besuchte von 1790 bis 1795 die Ritterakademie in Dom Brandenburg. Anschließend schrieb er sich an der Universität Halle für Rechtswissenschaften ein, die er 1798 verließ. In Halle (Saale) trat er 1797 in die Freimaurerloge ein. 
Er wurde Auskultator und ab März 1799 Referendar bei der Regierung in Stettin. Von 1802 bis 1804 war er Referendar bei der Pommerschen Kriegs- und Domänenkammer. Danach schied er aus dem Zivildienst aus und widmete sich der Bewirtschaftung seiner Güter Zebbin und Ribbertow im damaligen Flemmingschen Kreis, daneben engagierte er sich als Kreisdeputierter. 1805 wählten ihn die Stände des Flemmingschen Kreises zum Landrat. Nach dem Wegzug seiner Amtsvorgängers Lorenz Friedrich von Puttkamer verwaltete er ab Oktober 1805 das Landratsamt. Im März 1806 assistierte er während des Durchmarschs russischer Truppen. 1807 hatte er noch keine königliche Bestätigung seines Amtes, da er das erforderliche Examen nicht absolviert hatte. 1813 wurde seinem Gesuch auf Entlassung aus gesundheitlichen Gründen stattgegeben.
1824 und 1827 war er Abgeordneter des Provinziallandtages von Pommern.
Carl Berend Sigismund von Flemming war zuletzt Erbherr auf Basenthin, Harmsdorf, Zebbin und Ribbertow. Er war seit etwa 1804 mit Friederika Philippine Ehrengard von Romberg verheiratet, der ältesten Tochter des Generalleutnants Friedrich Gisbert Wilhelm von Romberg.

## Veröffentlichungen
- Die Burgen Pommerns, in: Baltische Studien, Band 1, Stettin 1832, S. 96–113 (Google Books)